# Enhanced Data Rates for GSM Evolution
Enhanced Data Rates for GSM Evolution (EDGE) är, likt GPRS, en uppgradering av GSM-tekniken som tillåter hastigheter över 9 600 bit per sekund. EDGE kan ses som en utökning på GPRS och kallas ibland EGPRS. Med EDGE kan hastigheter som är betydligt högre än för GPRS uppnås.
Exempel: För EDGE klass 10 är den teoretiskt möjliga överföringshastigheten 236,8 kbit/s nedströms och 118,4 kbit/s uppströms. Hastigheten styrs av hur många tidsluckor som används. Olika många tidsluckor kan vara aktiva beroende på vilken EDGE-klass terminalen klarar. Varje tidslucka har en maxkapacietet på 59,2 kbit/s.
- Klass 12 tillåter fyra tidsluckor i nedlänken och fyra i upplänken, med fem som det totala maxantalet.
- Klass 10 tillåter fyra tidsluckor i nedlänken och två i upplänken, med fem som det totala maxantalet.
- Klass 06 tillåter tre tidsluckor i nedlänken och två i upplänken, med fyra som det totala maxantalet.

EDGE beskrivs ibland som 2,5G, ett mellanting mellan GSM (2G) och 3G.